# Madelia
Madelia ist ein als City konstituierter Ort im Watonwan County in Minnesota, Vereinigte Staaten. Das U.S. Census Bureau hat bei der Volkszählung 2020 eine Einwohnerzahl von 2.396 ermittelt.

## Geographie
Madelias geographische Koordinaten sind 44° 3′ N, 94° 25′ W. Nach den Angaben des United States Census Bureau hat die Stadt eine Fläche von 3,2 km², alles davon Land. Madelia liegt am Watonwan River.
Minnesota State Route 15 und Minnesota State Highway 60 verlaufen durch die Stadt.

## Geschichte
Madelia wurde am 10. September 1857 unter dem Namen Wapaca gegründet; die Stadt erhielt aber binnen Jahresfrist ihren heutigen Namen zu Ehren der verstorbenen Tochter eines ihrer Gründerväter.

## Demographie
Zum Zeitpunkt des United States Census 2000 bewohnten Madelia 2340 Personen die Stadt. Die Bevölkerungsdichte betrug 722,8 Personen pro km². Es gab 1000 Wohneinheiten, durchschnittlich 308,9 pro km². Die Bevölkerung Hoquiams bestand zu 85,47 % aus Weißen, 0,64 % Schwarzen oder African American, 0,13 % Native American, 0,26 % Asian, 0,09 % Pacific Islander, 11,88 % gaben an, anderen Rassen anzugehören und 1,54 % nannten zwei oder mehr Rassen. 20,98 % der Bevölkerung erklärten, Hispanos oder Latinos jeglicher Rasse zu sein.
Die Bewohner Madelias verteilten sich auf 911 Haushalte, von denen in 33,4 % Kinder unter 18 Jahren lebten. 48,6 % der Haushalte stellten Verheiratete, 9,0 % hatten einen weiblichen Haushaltsvorstand ohne Ehemann und 37,3 % bildeten keine Familien. 34,0 % der Haushalte bestanden aus Einzelpersonen und in 18,8 % aller Haushalte lebte jemand im Alter von 65 Jahren oder mehr alleine. Die durchschnittliche Haushaltsgröße betrug 2,47 und die durchschnittliche Familiengröße 3,16 Personen.
Die Stadtbevölkerung verteilte sich auf 27,2 % Minderjährige, 8,3 % 18–24-Jährige, 25,3 % 25–44-Jährige, 18,5 % 45–64-Jährige und 20,6 % im Alter von 65 Jahren oder mehr. Das Durchschnittsalter betrug 38 Jahre. Auf jeweils 100 Frauen entfielen 89,5 Männer. Bei den über 18-Jährigen entfielen auf 100 Frauen 88,4 Männer.
Das mittlere Haushaltseinkommen in Madelia betrug 34.219 US-Dollar und das mittlere Familieneinkommen erreichte die Höhe von 41.167 US-Dollar. Das Durchschnittseinkommen der Männer betrug 29.417 US-Dollar, gegenüber 19.806 US-Dollar bei den Frauen. Das Pro-Kopf-Einkommen in Madelia war 16.266 US-Dollar. 9,7 % der Bevölkerung und 8,5 % der Familien hatten ein Einkommen unterhalb der Armutsgrenze, davon waren 12,0 % der Minderjährigen und 8,2 % der Altersgruppe 65 Jahre und mehr betroffen.

## Belege
1. ↑  Explore Census Data Total Population in Madelia city, Watonwan County, Minnesota. Abgerufen am 1. Februar 2023.
2. ↑  History. City of Mandelia, abgerufen am 25. September 2012 (englisch).